# Cyanopepla bertha
Cyanopepla bertha är en fjärilsart som beskrevs av Druce 1883. Cyanopepla bertha ingår i släktet Cyanopepla och familjen björnspinnare. Inga underarter finns listade i Catalogue of Life.